# Clidemia mortoniana
Clidemia mortoniana är en tvåhjärtbladig växtart som beskrevs av Paul Carpenter Standley. Clidemia mortoniana ingår i släktet Clidemia och familjen Melastomataceae.
Artens utbredningsområde är Costa Rica. Inga underarter finns listade i Catalogue of Life.